# Lucbardez-et-Bargues
Lucbardez-et-Bargues is een gemeente in het Franse departement Landes (regio Nouvelle-Aquitaine) en telt 327 inwoners (1999). De plaats maakt deel uit van het arrondissement Mont-de-Marsan.

## Geografie
De oppervlakte van Lucbardez-et-Bargues bedraagt 21,7 km², de bevolkingsdichtheid is 15,1 inwoners per km².
De onderstaande kaart toont de ligging van Lucbardez-et-Bargues met de belangrijkste infrastructuur en aangrenzende gemeenten.

## Demografie
Onderstaande figuur toont het verloop van het inwonertal (bron: INSEE-tellingen).